# John Williams (arquer)
John Williams   () és un arquer estatunidenc, ja retirat, que va competir durant les dècades de 1960 i 1970. Guanyà la primera medalla olímpica de tir amb arc pels Estats Units en 52 anys.
El 1972 va prendre part en els Jocs Olímpics d'Estiu de Múnic, on va guanyar la medalla d'or en la competició individual del programa de tir amb arc.
En el seu palmarès també destaquen quatre medalles en el Campionat del Món, tres d'or i una de plata entre el 1969 i el 1971.
Va estudiar a la Universitat de Texas A&M i es va graduar en negocis i gestió per la Universitat Estatal de Califòrnia, San Bernardino. Posteriorment va treballar com a gerent de productes per a la divisió de tir amb arc de Yamaha Corporation.